# 三教鄉 (鄰水縣)
三教鄉，是四川省鄰水縣下轄的一個鄉鎮級行政單位。

## 沿革[1][2][3]
- 道光年間，增設三教堂場。
- 民國4年(1915年)，因地方不靖，設5個保衛區，以維持治安。全縣共49鄉，三教鄉屬第二保衛區。
- 民國6年(1917年)，5個保衛區劃為6個區，三教鄉屬何區不詳。
- 民國24年(1935年)7月1日，將6個區合併為3個區，49個鄉鎮合併為43個鄉鎮，三教鄉屬第二區署。
- 民國29年(1940年)，實行新縣制，改3個區為4個區，將43個聯保辦公處合併為22個鄉鎮公所。石龍鄉、三教鄉、古家鄉、王家鎮合併為四興鎮。
- 1953年4月24日，第十區(興仁區)公所從興仁鄉划出一部分增建三教鄉人民政府，1956年1月16日，三教鄉併入三古鄉，三教鄉人民政府撤銷。